# Мак гібридний
{{#ifeq:0|0|{{#if:|{{#if:Papaverhybridum|[[]}}|}}}}
Мак гібридний (Papaver hybridum L.) — вид квіткових рослин родини макові (Papaveraceae). Етимологія: лат. hybridum — «гібрид».

## Морфологія
Ця однорічна трав'яниста рослина блідіша, ніж мак дикий і з меншим пелюстками. Рідко розгалужене стебло пряме або висхідне, з 1–1,5 мм, білуватими, щетинистими волосками. Висота 10–50 см. Листя розсічене 6–15 см завдовжки, від 2 до 3 см в ширину й покрите волоссям. Рослина цвіте в південній Європі з березня по травень і має кілька стебел, в кінці яких знаходяться 2–5 см діаметром, радіально симетричні, яскраво-червоні квіти. Віночок складається з чотирьох пелюсток довжиною приблизно від 10 до 20 (іноді 25) мм, які не перекривають один одне і мають біля основи темну, фіолетово-чорну пляму. Численні тичинки від світло-блакитного до кольору індиго. Має від округлої до дещо овальної форми капсули з 1,5–2,5 мм білуватою або жовтуватою щетиною. Ця коробка насіння має кришку, через яку при наявності вітру поширюється насіння. Насіння численне, дрібне, ниркоподібне, від сіро-коричневого до чорного. Вся рослина вмирає з дозріванням насіння. 2n=14.
Рослина, в тому числі плоди, містить потенційно небезпечні отруйні алкалоїди.

## Поширення
Батьківщина. Північна Африка: Алжир; Єгипет; Лівія; Марокко; Туніс. Кавказ: Вірменія; Азербайджан; Грузія; Росія — Дагестан; Передкавказзя. Азія: Туркменістан; Афганістан; Кіпр; Єгипет — Синай; Іран; Ірак; Ізраїль; Йорданія; Ліван; Сирія; Туреччина; Пакистан. Європа: Україна; Угорщина; Словаччина; Об'єднане Королівство; Албанія; Боснія і Герцеговина; Болгарія; Хорватія; Греція; Італія; Македонія; Чорногорія; Румунія; Сербія; Франція; Португалія [вкл. Мадейра]; Гібралтар; Іспанія [вкл. Канарські острови]. Натуралізований: Австралія; Нова Зеландія; Аргентина; Чилі, Чехія, Німеччина, Нідерланди, Бельгія. Росте на орних землях, узбіччях.

## Галерея

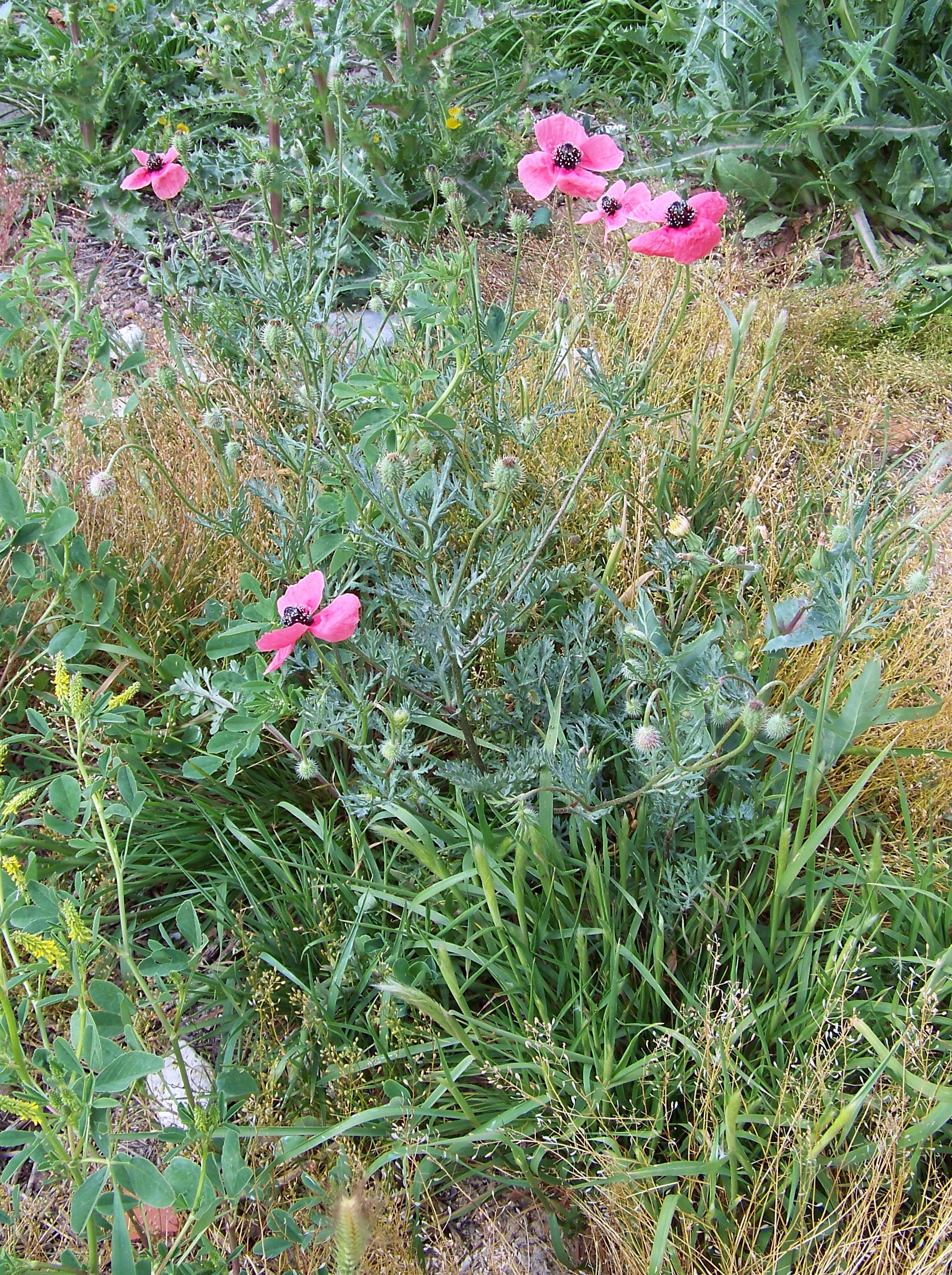
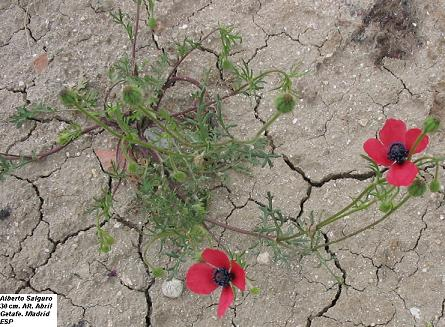
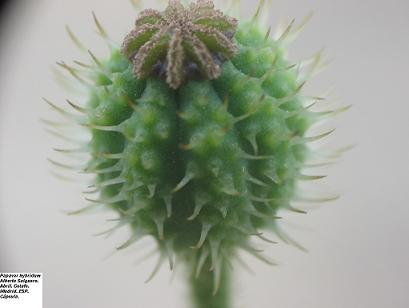
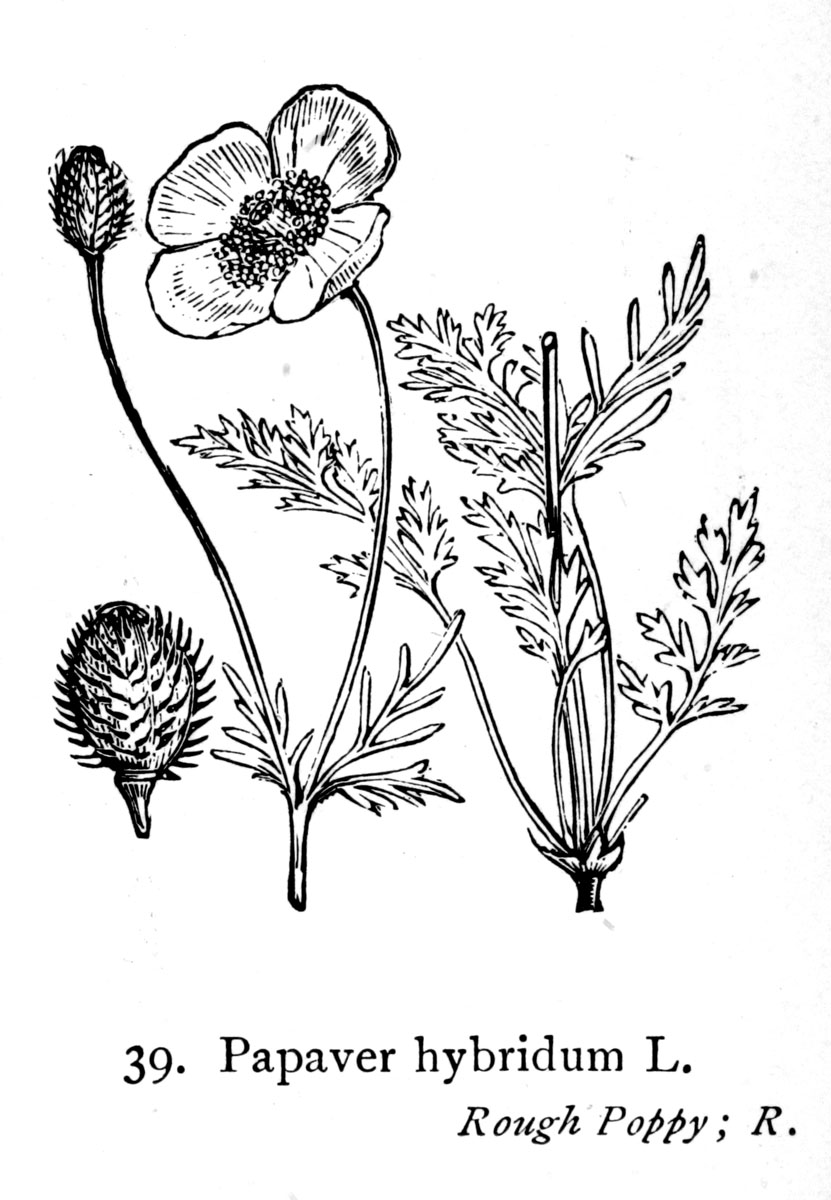
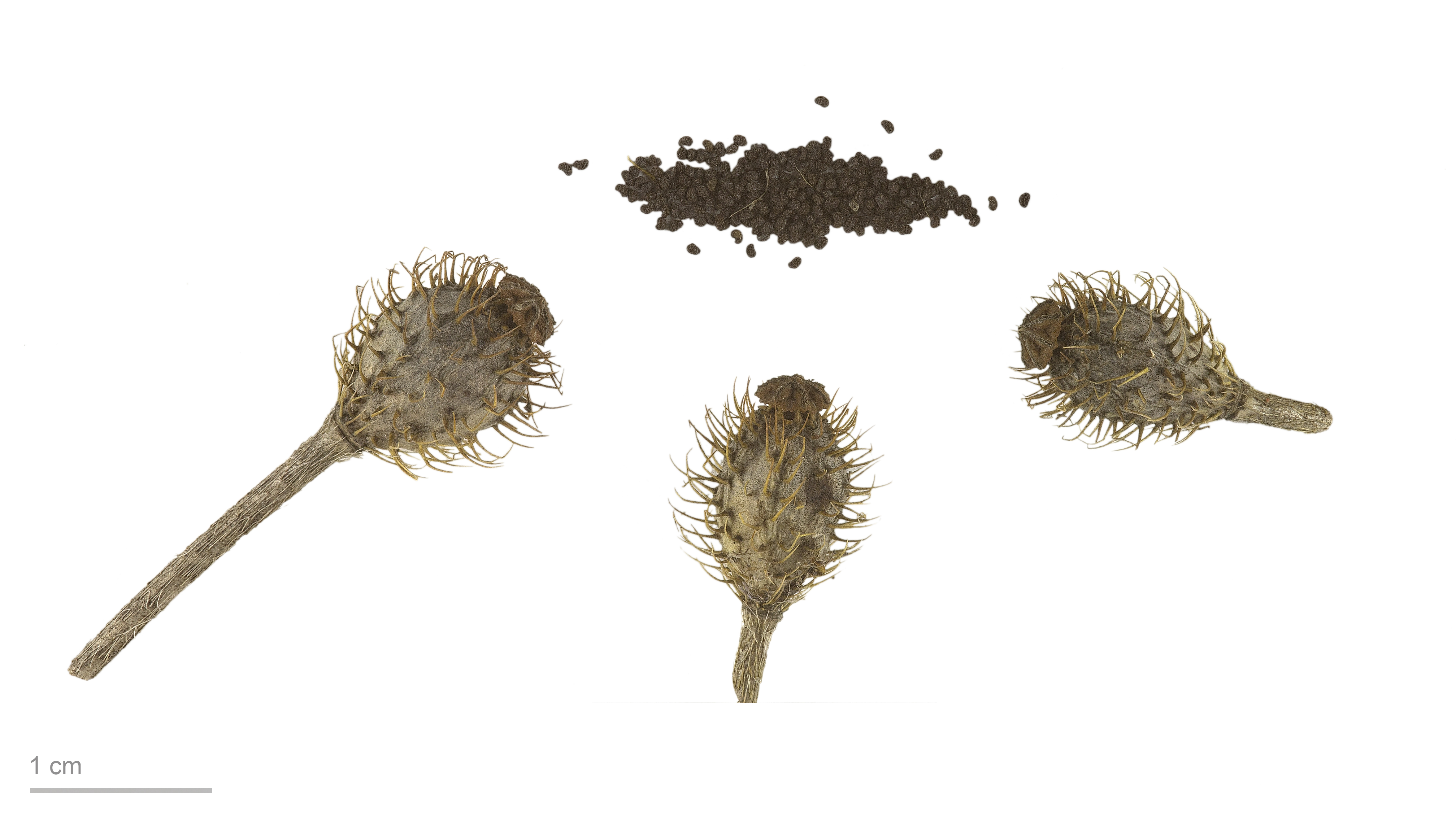
Papaver hybridum - Тулузький музей

| Гібіскус | Це незавершена стаття про квіткові рослини. Ви можете допомогти проєкту, виправивши або дописавши її. |